# Konowka
Konowka (ukr. Коновка) – wieś na Ukrainie, w obwodzie czerniowieckim, w rejonie dniestrzańskim, w hromadzie Kielmieńce. W 2021 liczyła 404 mieszkańców.